# بخش چاندراپور
بخش چاندراپور (به انگلیسی: Chandrapur district) یک منطقهٔ مسکونی در هند است که در Nagpur division واقع شده‌است. بخش چاندراپور ۱۱٬۴۴۳ کیلومتر مربع مساحت و ۲٬۲۰۴٬۳۰۷ نفر جمعیت دارد.